# راینر استروباچ
راینر استروباچ (به انگلیسی: Rainer Strohbach) (زادهٔ ۱۷ آوریل ۱۹۵۸) شناگر اهل آلمان است.